# Siedlung Teutoburgia

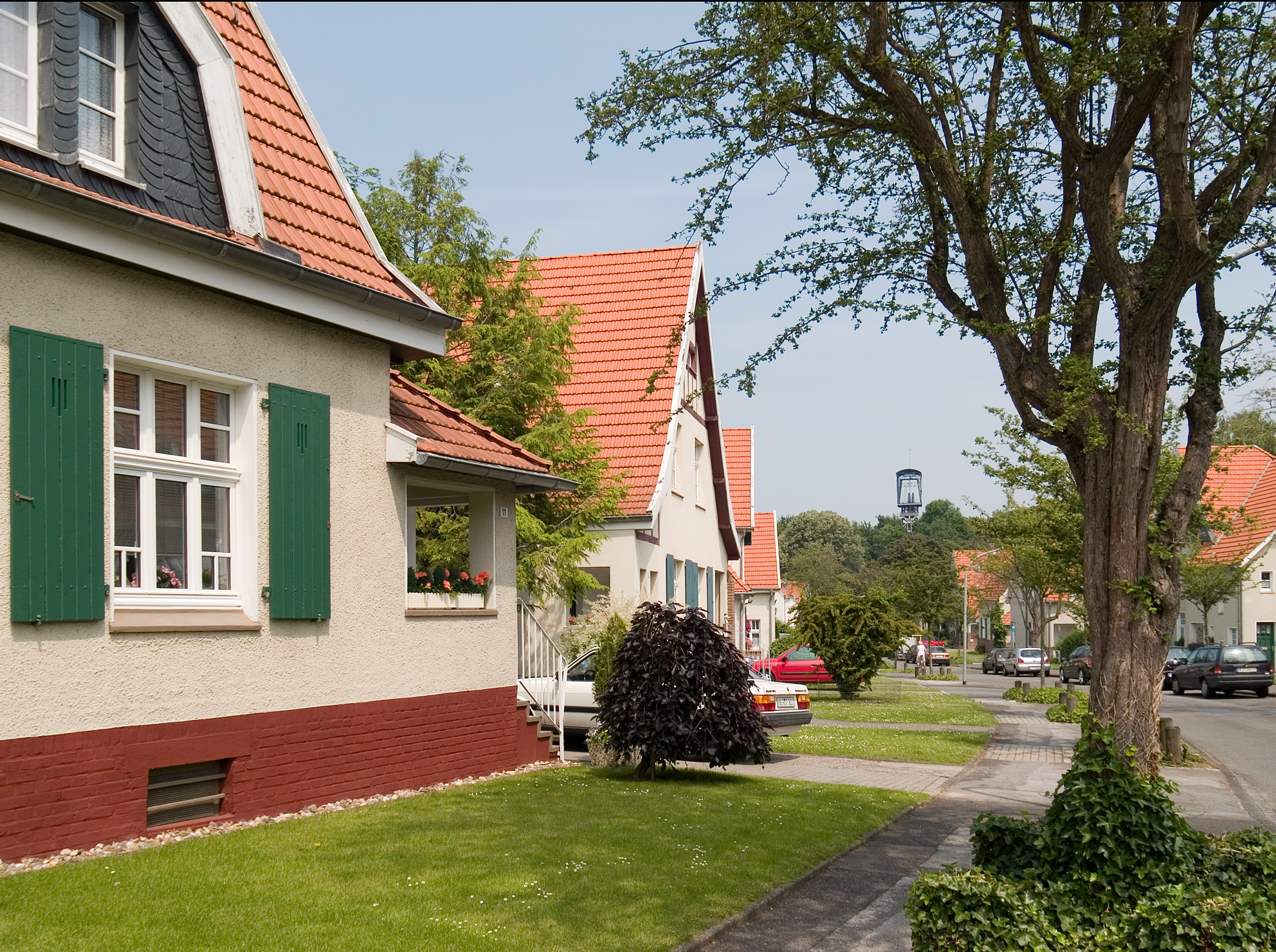
Siedlung Teutoburgia, im Hintergrund das Schachtgerüst der namensgebenden Zeche

Die Siedlung Teutoburgia, auch Gartenstadt Teutoburgia, ist eine unter Denkmalschutz stehende Zechensiedlung im Herner Stadtteil Börnig.

## Geschichte
Die Arbeitersiedlung entstand auf Initiative der Gewerkschaft Teutoburgia gleichzeitig mit der Zeche Teutoburgia im Jahre 1909 und wurde bis 1923 erweitert. Der ausführende Architekt Berndt hatte sie nach der englischen Gartenstadtidee von Ebenezer Howard mit Mehrfamilienhäusern, großen Freiflächen, Grünanlagen, Freisitzen und Gärten konzipiert.
Die zentrale Baarestraße war als Allee auf das heute nicht mehr vorhandene Werktor der Zeche ausgerichtet. Rechts und links davon schwingen sich die Schreber-, Lauben-, Schlägel- und Teutoburgiastraße sowie der Bogenweg. Direkt am Zechengelände liegt die Schadeburgstraße mit den etwas größeren Häusern der Beamten und Steiger. Ganz westlich liegt der 1918 gebaute Teutoburgiahof, zunächst eine Stichstraße, dann eine Ringstraße um den Innenhof der Blockbebauung. Diese im letzten Bauabschnitt nach dem Ersten Weltkrieg erstellten Wohnungen wurden vereinfacht und verdichtet ausgeführt. Insgesamt sind in 136 Gebäuden 459 Wohneinheiten für über 1400 Bewohner auf ca. 21,4 Hektar verbaut. Aus vier Grundtypen wurden über 20 verschiedene Hausformen entworfen, überwiegend für zwei oder vier Familien, vereinzelt auch als Reihen- oder Blockbebauung. Aufwendige Dachformen mit verschiedenen Gauben und Erkern, Eingangsloggien für jede Wohnung, freiliegendes Fachwerk und geputzte Hausflächen wechseln sich ab. Kein Gebäude gleicht dem anderen, da immer wieder andere Konstellationen verwendet wurden, und dennoch ähneln sich alle aufgrund der baugleichen Grundformen.
Während des Zweiten Weltkrieges blieb die Siedlung weitgehend erhalten. Die Wohnungen hatten allerdings oft kein Bad und geheizt wurde mit Kohle oder Koks. 1962 wurden zunächst die Straßen, die Kanalisation und die Beleuchtung erneuert. Einzelne Häuser wurden von ihren Bewohnern individuell erweitert oder renoviert, sodass sich der einheitliche Charakter der Siedlung teilweise auflöste. Von 1980 an wurden durch den Eigentümer Veba Wohnen AG grundlegende und siedlungsweite Sanierungen an den Häusern geplant sowie 1986 eine Bestandsaufnahme und eine Mieterbefragung durchgeführt, deren Ergebnisse 1987 auf einer Mietervollversammlung vorgestellt wurden. 1988 begannen die ersten Maßnahmen, zunächst allerdings nur mit denkmalgerechten Ansätzen. Die Veba Wohnen AG hatte den Mietern eine umfassende Beteiligung an allen Maßnahmen, ein Dauerwohnrecht und den langfristigen Erhalt der Siedlung bereits bei der Übernahme der Siedlung zugesichert.

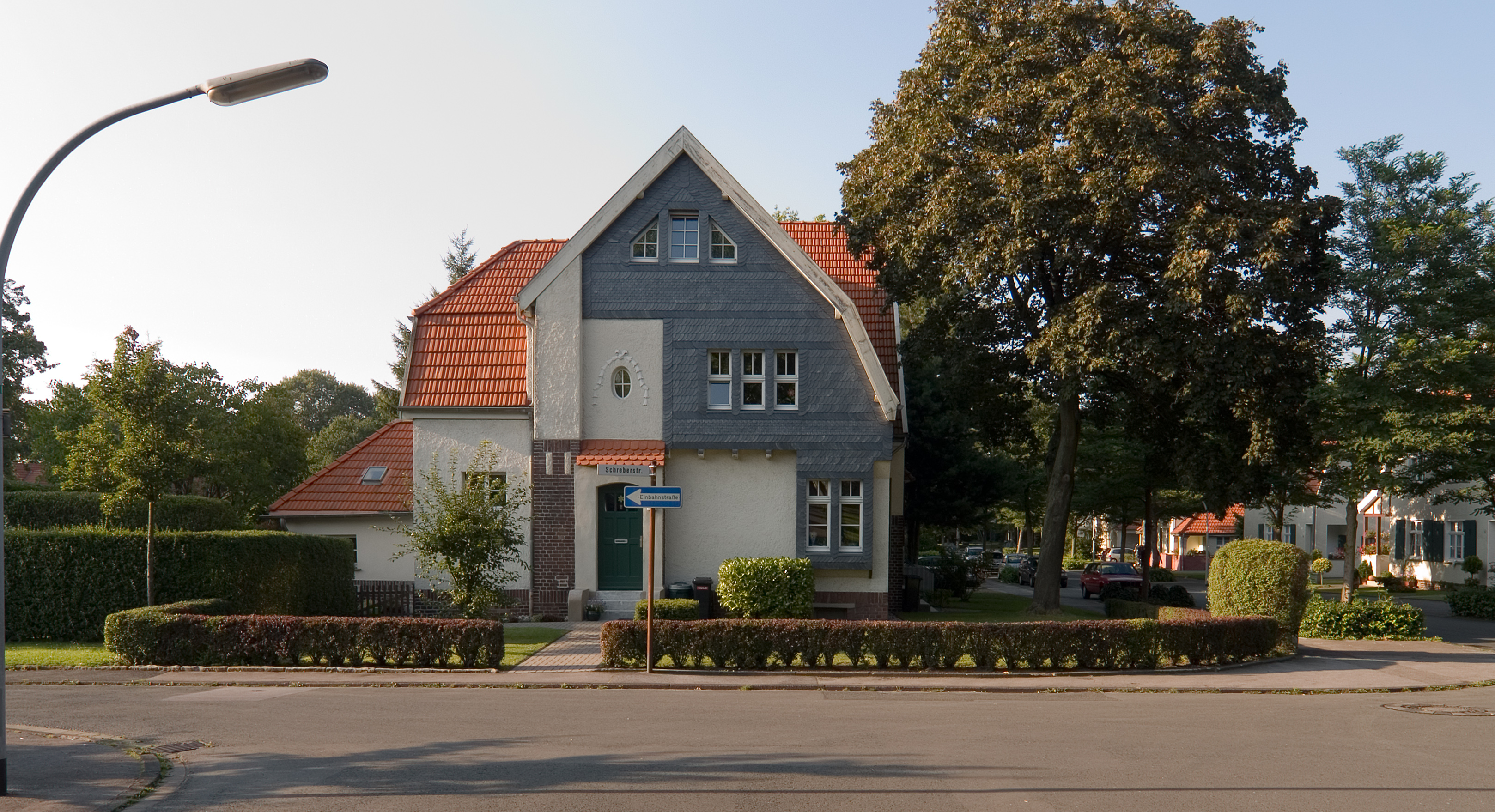
Haus mit Vorgarten
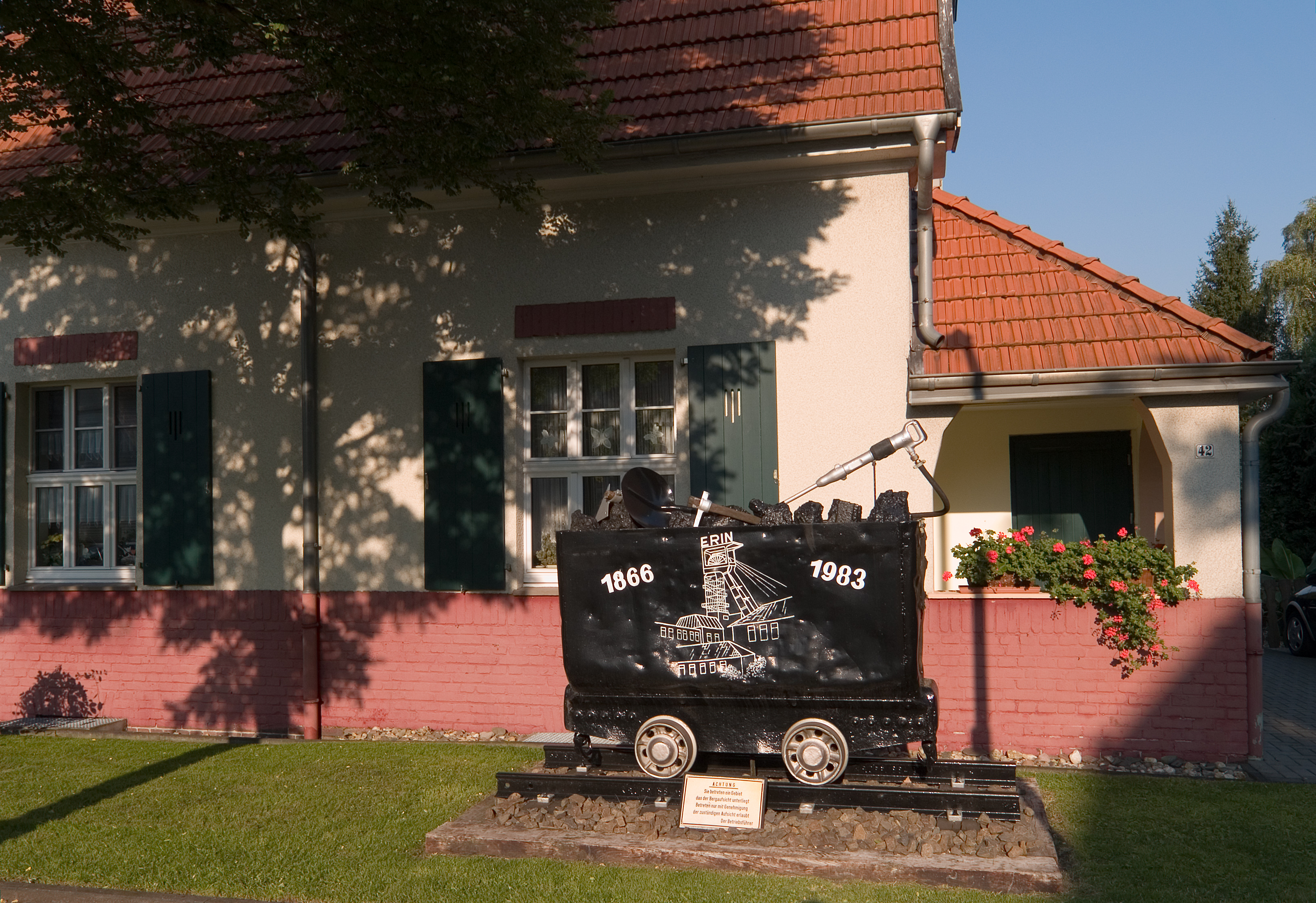
Kleinförderwagen als Reminiszenz an die Bergbautradition
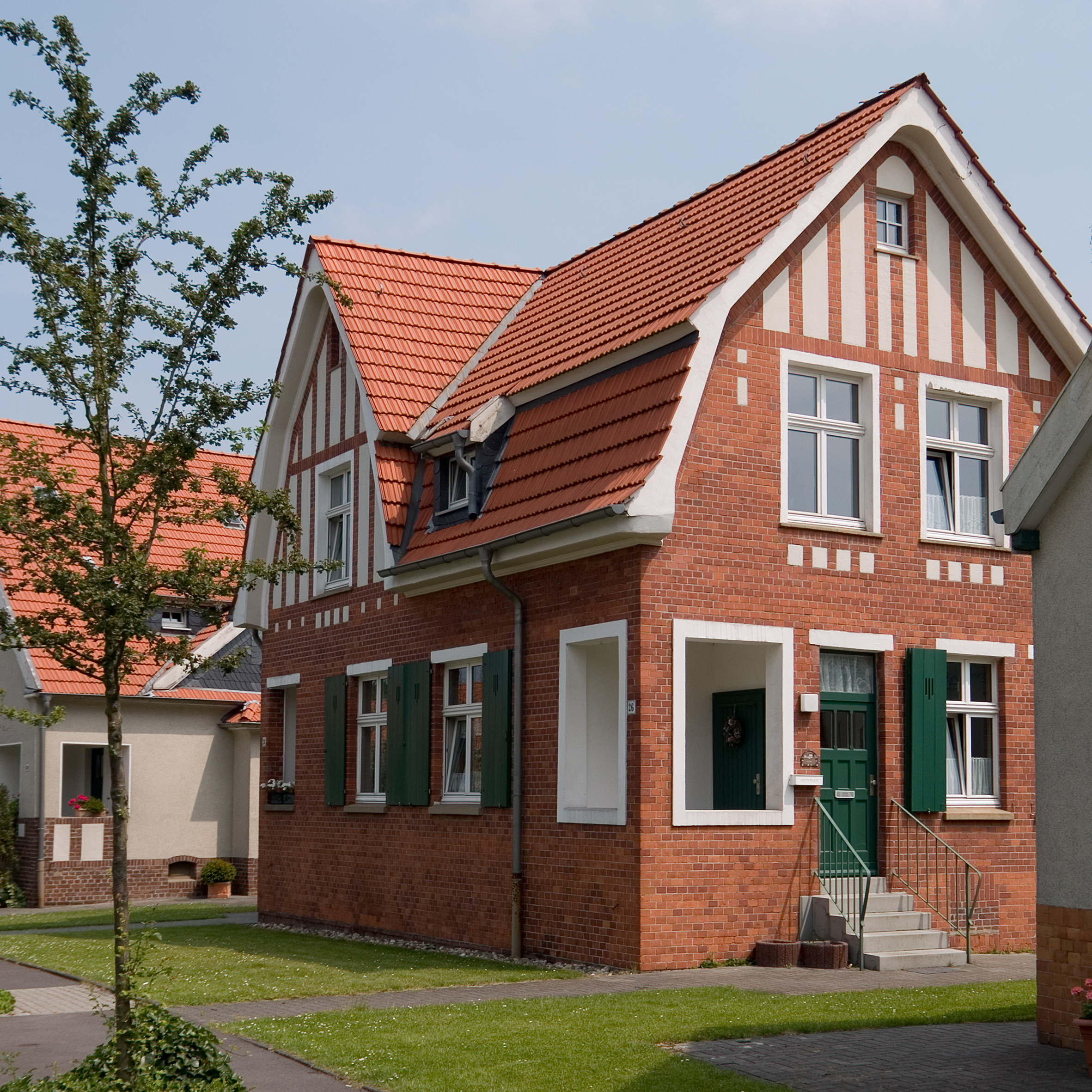
Hausansicht
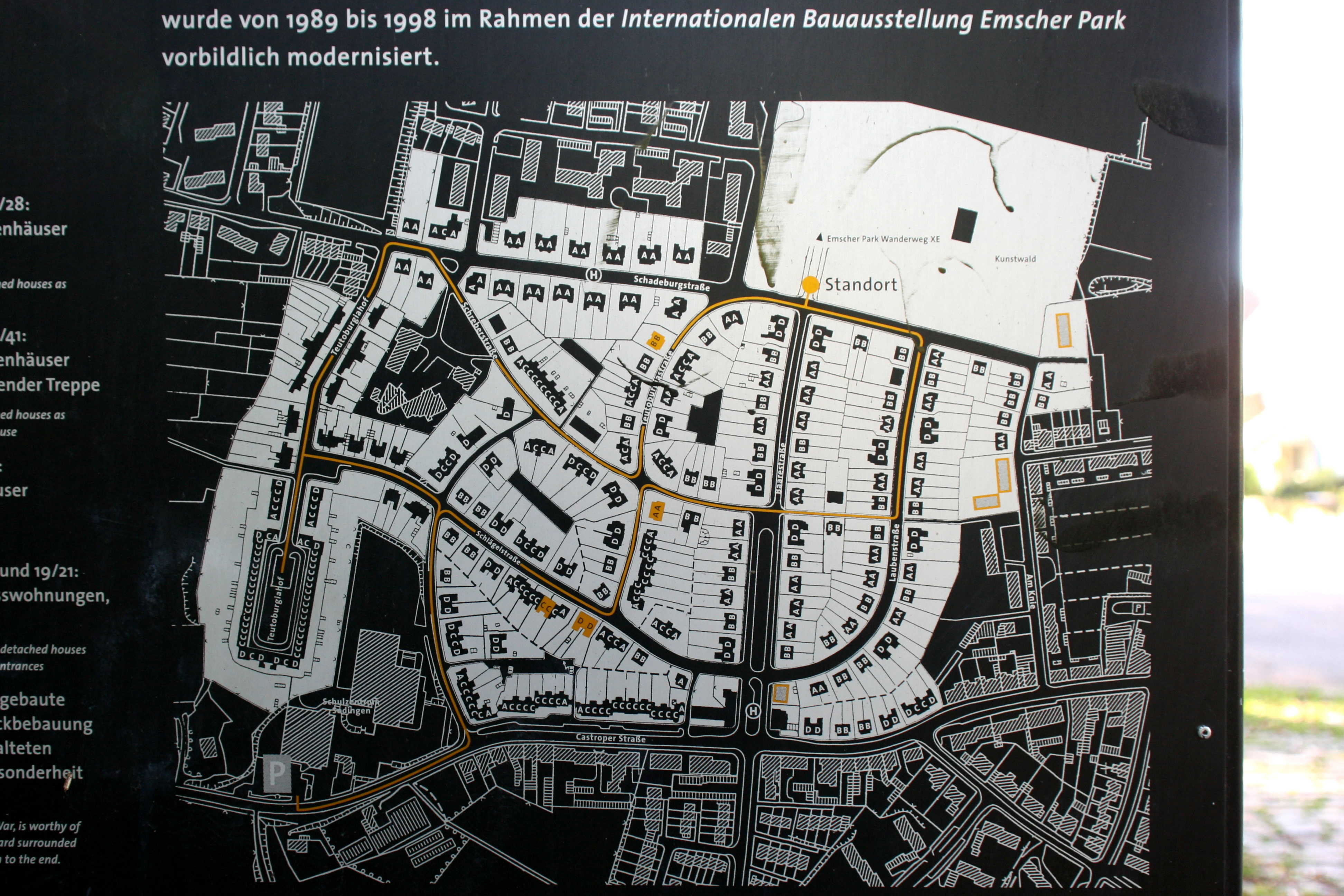
Übersichtsplan der Baarestraße

1989 ging das laufende Bauvorhaben in der Internationalen Bauausstellung Emscher Park (IBA) auf, was nicht nur neue finanzielle Mittel und eine Festigung der Mieterbeteiligung (z. B. durch eine eigene „Quartiersarchitektin“ als Vertretung gegenüber der Wohnungsbaugesellschaft), sondern auch starke Denkmalschutzauflagen und intensive Interessensgeflechte zwischen Mietern, Eigentümern, IBA und Denkmalschutzbehörde brachte. Alle Häuser wurden in ihren ursprünglichen Außenzustand zurückgebaut, im Kernbereich der Siedlung, dem von den Bewohnern liebevoll genannten „Teutohof“ wurden dabei Tonziegel-Dächer und Holzsprossenfenster verwendet, in den anderen Bereichen allerdings kostengünstigere Teile (z. B. aus Kunststoff) verwendet. Die Vorgärten wurden ohne Zäune und Hecken als gemeinsame Kommunikationsebene nach dem ursprünglichen Gartenstadtkonzept (Licht, Luft, Grün, Geborgenheit, soziale Ordnung und Überschaubarkeit) rekultiviert, dazu passen die Sitzplätze in den Eingangsloggien. Neben der Margarethenhöhe in Essen ist damit die Siedlung Teutoburgia die am besten erhaltene und kultur- und städtebauhistorisch wichtigste Arbeitersiedlung im Ruhrgebiet.
Die VEBA Wohnen AG erhielt 1992 den Deutschen Bauherrenpreis für die vorbildliche Restaurierung der Häuser. 1998 waren alle vier Maßnahmen zur Renovierung und Sanierung abgeschlossen, insgesamt wurden über 30 Millionen DM als Fördermittel bereitgestellt.
Seit 2005 privatisiert die Rechtsnachfolgerin Deutsche Annington den Wohnungsbestand der Siedlung.

## Trivia
Die Siedlung diente als Kulisse für Verfilmungen der Jugendbuchreihe Die Vampirschwestern. Gedreht wurde hier für Die Vampirschwestern (2012),  Die Vampirschwestern 2 – Fledermäuse im Bauch (2014) und Die Vampirschwestern 3 – Reise nach Transsilvanien (2016). Im Sommer 2025 kam es zu einem Konflikt zwischen dem Vermieter Vonovia und einer Gruppe von Mietern, weil das Wohnungsunternehmen die Nutzung von im Garten aufgestellten Pools untersagte.